# Lamar Johnson (Schauspieler)

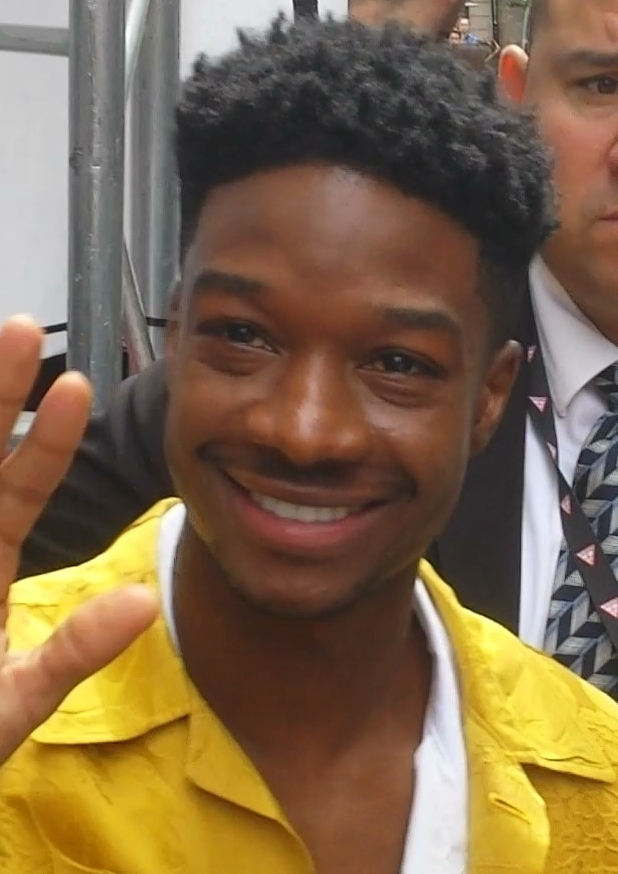
Lamar Johnson (2018)

Lamar Johnson (* 18. Juli 1994 in Toronto, Ontario) ist ein kanadischer Tänzer und Film- und Fernsehschauspieler.

## Leben
Vor seiner Karriere als Schauspieler hatte der 1994 in Toronto geborene Lamar Johnson einen Auftritt in der Sendung Americas Most Talented Kid Dancers. Seine erste Rolle in einem Spielfilm erhielt Lamar Johnson in Home Again, der 2012 in die Kinos kam. Zwischen 2013 und 2017 war Johnson in über 100 Folgen der Fernsehserie The Next Step in der Rolle des jungen Tänzers West North zu sehen. Es folgten Rollen in Filmen wie Die unglaubliche Geschichte der Ariana Berlin und Kings. In Dark Phoenix, der ursprünglich im Jahr 2018 in die Kinos kommen sollte, aber auf 2019 verschoben wurde, übernahm Johnson ebenfalls eine Rolle. In der Fernsehserie Your Honor mit Bryan Cranston spielt er ein junges Gangmitglied, das eines Verbrechens angeklagt wird, das er nicht begangen hat, zu dem er sich jedoch aus Loyalität zu seiner Gang schuldig bekennt. Eine Hauptrolle erhielt er auch in dem Film Brother von Clement Virgo, der im September 2022 beim Toronto International Film Festival seine Premiere feierte.

## Filmografie (Auswahl)
- 2003: All I Wanna Do Is Just Have Some Fun (Kurzfilm)
- 2008: Pop It! (Fernsehserie)
- 2011: Covert Affairs (Fernsehserie, Episode 2x01)
- 2011: Parkdale (Kurzfilm)
- 2012: The Firm (Fernsehserie, Pilotfolge)
- 2012: Liar (Kurzfilm)
- 2012: Degrassi: The Next Generation (Fernsehserie, Episode 11x44)
- 2012: Rookie Blue (Fernsehserie, Episode 3x03)
- 2012: Home Again
- 2013: Cuffed (Kurzfilm)
- 2013–2017: The Next Step (Fernsehserie, 110 Folgen)
- 2014: Apple Mortgage Cake (Fernsehfilm)
- 2015: Saving Hope (Fernsehserie, Episode 3x15)
- 2015: Die unglaubliche Geschichte der Ariana Berlin (Full Out)
- 2015: Saving Hope (Fernsehserie, 1 Episode)
- 2017: Mary Kills People (Fernsehserie, Episode 1x06)
- 2017: Filth City
- 2017: Kings
- 2018: The Hate U Give
- 2019: Native Son
- 2019: X-Men: Dark Phoenix (Dark Phoenix)
- 2020: Renn, Liebling, Renn (Run Sweetheart Run)
- 2020: All die verdammt perfekten Tage (All the Bright Places)
- 2020–2021: Your Honor (Fernsehserie, 5 Folgen)
- 2022: Brother
- 2023: The Last of Us (Fernsehserie, 3 Folgen)

## Auszeichnungen
Canadian Screen Award
- 2023: Auszeichnung für die Beste Hauptrolle (Brother)[2]